# Kalanchoe quadrangularis
Kalanchoe quadrangularis ist eine Pflanzenart der Gattung Kalanchoe in der Familie der Dickblattgewächse (Crassulaceae).

## Beschreibung

### Vegetative Merkmale
Kalanchoe quadrangularis ist eine vermutlich einjährige Pflanze, die Wuchshöhen von bis zu 30 Zentimeter oder mehr erreicht. Ihre einfachen, stielrunden Triebe sind schlank. Über die Laubblätter ist nichts bekannt.

### Generative Merkmale
Der Blütenstand ist eine kugelförmige, kahle Zyme mit einem Durchmesser von 4 bis 8 Zentimeter. Ein Blütenstandsstiel ist nicht vorhanden. Die in unterschiedliche Richtungen orientierten, kahlen Blüten stehen an 4 bis 6 Millimeter langen, stielrunden Blütenstielen. Ihre purpurfarbene Kelchröhre ist 0,2 bis 0,3 Millimeter lang. Die lanzettlich bis eiförmig-lanzettlich Kelchzipfel sind 9 bis 10 Millimeter lang und 3 bis 4 Millimeter breit. Ihre Spitze ist keilförmig-zugespitzt. Die röhrenförmige, vierkantige, purpurfarbene Blütenkrone ist häufig zur Basis hin grünlich oder weißlich. Die im Querschnitt quadratische, an ihrer Basis leicht erweiterte Kronröhre ist 17 bis 20 Millimeter lang. Ihre lanzettlichen bis verkehrt eiförmig-lanzettlichen Kronzipfel sind stumpf und tragen ein aufgesetztes Spitzchen. Sie weisen eine Länge von 7 bis 8 Millimeter auf und sind 4 bis 5,5 Millimeter breit. Die länglichen Staubbeutel sind 1,2 bis 1,5 Millimeter lang. Die linealisch, stumpfen Nektarschüppchen weisen eine Länge von 3,5 bis 4 Millimeter auf. Das längliche Fruchtblatt weist eine Länge von 5 bis 6 Millimeter auf. Der Griffel ist 10 bis 14 Millimeter lang. 

## Systematik und Verbreitung
Kalanchoe quadrangularis ist im Norden von Madagaskar verbreitet.
Die Erstbeschreibung durch Bernard M. Descoings wurde 1997 veröffentlicht. Die Art ist nur von einem Herbarexemplar ohne Blätter bekannt.

## Nachweise